# 成瀬ももか
成瀬 ももか（なるせ ももか、2004年5月10日 - ）は、日本の女子バレーボール選手である。

## 来歴
東京都東村山市出身。
2020年、八王子実践高等学校に進学。2022年、第21回アジアジュニアバレーボール選手権の候補選手に選ばれる。同年、全国高等学校総合体育大会（インターハイ）で3位。2022/23シーズン、V.LEAGUE DIVISION1 WOMEN（V1女子）に所属するJTマーヴェラスの内定選手となった。内定選手としてV1女子の試合に出場し、Vリーグデビューを果たした。
2023年4月1日、JTマーヴェラスに入団した。

## 所属チーム
- 八王子実践高等学校（2020-2023年）
- JTマーヴェラス/大阪マーヴェラス（2023年-）